# Music Farm Compilation
Music Farm Compilation è la compilation realizzata in occasione della prima edizione di Music Farm, realizzato in collaborazione con Magnolia s.r.l., su licenza Granada Media Group, in onda su Rai 2, nel 2004. La compilation, pubblicato dalla NAR International, su licenza Rai – RaiTrade, e distribuito dalla Edel, con numero di catalogo NAR 14104-2, raccoglie una selezione di 23 brani, tra i moltissimi interpretati, tra prove in studio ed esibizioni live in diretta, dai concorrenti che hanno preso parte, quell'anno, alla gara canora, nell'ambito del citato programma della Rai.

## Tracce
1. Ma il cielo è sempre più blu (Rino Gaetano) - 3:16 – Loredana Bertè
2. C'era un ragazzo che come me amava i Beatles e i Rolling Stones (F. Migliacci/Lusini) - 2:57 – Riccardo Fogli
3. Sarà perché ti amo (Farina/Pace/Ghinazzi) - 2:09 – Loredana Bertè & Ricchi e Poveri
4. Quello che le donne non dicono (Enrico Ruggeri/Luigi Schiavone) - 2:26 – Silvia Salemi
5. Certe notti (Luciano Ligabue) - 2:58 – Annalisa Minetti
6. Un nuovo bacio (L. D'Alessio/V. D'Agostino) - 2:54 – Francesca Alotta & Marco Armani
7. Cambiare (Baroni/M. Calabrese/Rinalduzzi/D'Angelo) - 2:42 – Gianni Fiorellino
8. Piccolo uomo (Baldan Bembo/La Bionda/Lauzi/Ricchi) - 2:57 – Annalisa Minetti
9. Dimmi come (Aquilani/Marcolini) - 2:40 – Fiordaliso
10. Alta marea (Finn Neil Moonlane/Antonello Venditti) - 2:42 – Marco Armani
11. Si può dare di più (Giancarlo Bigazzi/Umberto Tozzi/Raf) - 2:16 – Scialpi & Gianni Fiorellino
12. Poster (Claudio Baglioni) - 4:07 – Ricchi e Poveri
13. L'isola che non c'è (Edoardo Bennato) - 2:20 – Scialpi
14. Grazie perché (Sager/Bardotti/Giacomelli) - 2:37 – Silvia Salemi & Gianni Fiorellino
15. Diamante (Zucchero Fornaciari/Francesco De Gregori) - 2:54 – Loredana Bertè
16. Salirò (Daniele Silvestri) - 2:08 – Ricchi e Poveri
17. La donna cannone (Francesco De Gregori) - 2:08 – Silvia Salemi
18. I migliori anni della nostra vita (M. Fabrizio/G. Morra) - 2:40 – Riccardo Fogli
19. Se io se lei (Biagio Antonacci) - 2:29 – Marco Armani
20. Imagine (John Lennon) - 3:01 – Francesca Alotta
21. Anche per te (Mogol/Battisti) - 2:24 – Fiordaliso
22. Di sole e d'azzurro (Zucchero Fornaciari/Vergnaghi/Maggese) - 2:28 – Gianni Fiorellino
23. Light my fire (The Doors) - 1:54 – Francesca Alotta

## Crediti

### Musicisti
- Wilson Derek: batteria
- José Ramon Caraballo Armas: percussioni
- Massimo Camarca: basso
- Nicola Costa: chitarra elettrica
- Daniele De Salvo: chitarra elettrica, chitarra acustica
- Alfredo Matera: pianoforte
- Mimmo Sessa: tastiere
- Mario Corvini: trombone
- Giancarlo Ciminelli: tromba
- Marco Conti: sax tenore
- Cristiana Polegri: sax alto, cori
- Daniela Loi: cori

### Compilation e programma TV
- Rai 2: realizzazione programma TV
- NAR International s.r.l. su licenza Rai – RaiTrade: pubblicazione e copyright compilation
- Edel: distribuzione compilation
- Magnolia s.r.l.: produzione compilation, su licenza Rai – RaiTrade; collaborazione alla realizzazione del programma TV, su licenza Granada Media Group
- Esterna 3 di Roma del Centro di Produzione TV Rai: collaborazione speciale
- Oretta Lopane: collaborazione speciale
- Franco Semprini: collaborazione speciale
- Barbara Boncompagni: coordinamento
- Pinuccio Pirazzoli: produzione artistica, arrangiamenti e direzione d'orchestra
- Gianluca Pirazzoli: realizzazione tecnica
- Nino Iorio: ingegnere del suono e missaggi
- Maurizio Capitini, Francesco Cirioni, Emanuele Luongo, Franco Patimo, Claudio Rozzi, Adriano Sansone: riprese audio per «Eso Sound»
- Studio Frezza – La Fata: foto
- Simone Ciammarughi: masterizzazione @ Studio «House Studio Recording», Roma
- Marco Pirazzoli, Ariella Pertile «Tempio sas» per Magnolia s.r.l.: realizzazione e assistenza musicale

### Edizioni musicali ed etichette
- BMG/Ricordi: tracce 1, 2, 12, 14
- BMG/Universal: traccia 8
- Universal/Abramo Allione: traccia 3
- Universal/Basta Edizioni Musicali: traccia 19
- Warner Chappel/BMG: traccia 4
- Fuori Tempo/Warner/Getar: traccia 5
- BMG/Ricordi/Terzo Occhio: traccia 6
- BMG/I Piloti: traccia 7
- Lungomare Edizioni Musicali: traccia 9
- EMI Music: tracce 10, 20
- Sugar Music/Il Bigallo: traccia 11
- Music Union/Cinquantacinque Edizioni Musicali: traccia 13
- Zucchero&Fornaciari/Serraglio/Universal/Sony Music: traccia 15
- Zucchero&Fornaciari/BMG: traccia 22
- Brachetto/BMG/Ricordi: traccia 16
- BMG/Serraglio/Sony Music Publishing: traccia 17
- Zeromania/Universal: traccia 18
- Acqua Azzurra: traccia 21
- Escape: traccia 23

## Dettagli pubblicazione
| Paese  | Data | Etichetta              | Formato | N° Catalogo | Codice barra    | HH       | S        |
| Italia | 2004 | NAR International/Edel | CD      | NAR 14104-2 | 8 044291 410423 | 28499581 | 00008868 |

## Classifiche
| Classifica | Posizione massima |
| ---------- | ----------------- |
| Italia     | 14                |